# Kościół Niepokalanego Poczęcia Najświętszej Maryi Panny w Starachowicach
Kościół Niepokalanego Poczęcia Najświętszej Maryi Panny w Starachowicach – rzymskokatolicki kościół parafialny należący do parafii pod tym samym wezwaniem (dekanat Starachowice-Północ diecezji radomskiej).
Jest to świątynia zaprojektowana przez architekta Zygmunta Koczonia, wieżę zaprojektował architekt Bogdan Ciok. Kościół został wzniesiony w latach 1984–1995 dzięki staraniom księdza Stanisława Lachtary i księdza Zenona Sadala. Pierwsza msza święta w nowej świątyni została odprawiona w dniu 25 grudnia 1987 roku. Począwszy od 1998 roku liturgia jest sprawowana w nowej świątyni. Kościół został wzniesiony z czerwonej cegły.